# Greville Janner
Greville Janner, baron Janner de Braunstone, né le 11 juillet 1928 à Cardiff au pays de Galles (Royaume-Uni) et mort le 19 décembre 2015 à Londres en Angleterre (Royaume-Uni), est un homme politique britannique. Il est membre du Parti travailliste.

## Biographie
Le 29 juin 2015, Greville Janner est inculpé d'agressions sexuelles contre des mineurs par la justice britannique.
Greville Janner meurt le 19 décembre 2015 à l'âge de 87 ans.